# Mariscal Nieto (tỉnh)
Tỉnh Mariscal Nieto (tiếng Tây Ban Nha: Provincia de Mariscal Nieto) là một tỉnh thuộc vùng Moquegua của Peru. Tỉnh Mariscal Nieto có diện tích 8672 km², dân số thời điểm theo điều tra dân số ngày 11 tháng 7 năm 1993 là 57939 người. Tỉnh lỵ đóng ở Moquegua.